# Serge Maguy
Serge Maguy és un futbolista de Costa d'Ivori, ja retirat. Va començar la seua carrera a l'AS EECI, i d'ací va passar a l'Africa Sports, un dels clubs més importants del seu país natal. El 1993 l'Atlètic de Madrid el va fitxar com una gran promesa, però tan sols va disposar de vuit partits amb els matalassers abans de tornar-se'n al seu país.
Ací va jugar amb l'ASEC Mimosas i el Satellite, sent un dels jugadors més importants de la lliga local. El seu retorn a Europa va ser el 1999, al Chenois suís. Finalment, va recalar al Paris FC de la lliga francesa.
La seua carrera internacional són 58 partits amb la selecció de la Costa d'Ivori, formant part del combinat nacional que hi va guanyar la Copa d'Àfrica de 1992.